# Cmentarz ewangelicki na Piątkowie
Cmentarz ewangelicki na Piątkowie – nieistniejący cmentarz położony na terenie dzisiejszego osiedla Jana III Sobieskiego w Poznaniu. Był położony przy alei lipowej prowadzącej do dworu piątkowskiego. Po II wojnie światowej został opuszczony, a zlikwidowano go podczas budowy piątkowskich osiedli.